# 特納斯斯泰申 (肯塔基州)
特納斯斯泰申（英語：Turners Station）是位於美國肯塔基州亨利縣的一個非建制地區。

## 地理
特納斯斯泰申所處的海拔為高於海平面238米（即781英呎），而該地所採用的時區為UTC-5，即北美東部時區（EST）。同時該地設有夏令時間，為UTC-5調快一小時，即UTC-4（EDT）。